# ماخوان
ماخوان دهی بزرگ بوده‌است نزدیک به مرو که ابومسلم خراسانی دعوت خود به سود ابراهیم امام و به زیان امویان را از آنجا آغاز نمود.
ماخوان پایگاه ابومسلم بوده و او در آنجا با سران قبایل عرب و دیگران مذاکره داشته و نیز در هنگام خیزش او ایرانیان در ماخوان دست به کشتار تازیان زده‌اند.